# Saint-Martin-la-Patrouille
Saint-Martin-la-Patrouille ist eine französische Gemeinde mit 65 Einwohnern (Stand: 1. Januar 2022) im Département Saône-et-Loire in der Region Bourgogne-Franche-Comté (vor 2016 Bourgogne); sie gehört zum Arrondissement Mâcon und ist Teil des Kantons Blanzy (bis 2015 La Guiche). 

## Geografie
Saint-Martin-la-Patrouille liegt etwa 35 Kilometer südwestlich von Chalon-sur-Saône am Guye. Umgeben wird Saint-Clément-sur-Guye von den Nachbargemeinden Joncy im Norden, Saint-Huruge im Osten, Sigy-le-Châtel im Südosten, Saint-Marcelin-de-Cray im Süden und Westen sowie Mary im Nordwesten.

## Bevölkerungsentwicklung
| Jahr                      | 1936 | 1954 | 1962 | 1968 | 1975 | 1982 | 1990 | 1999 | 2006 | 2013 |
| Einwohner                 | 107  | 82   | 76   | 79   | 63   | 61   | 63   | 61   | 53   | 63   |
| Quelle: Cassini und INSEE |      |      |      |      |      |      |      |      |      |      |

## Sehenswürdigkeiten
- Kirche Saint-Martin

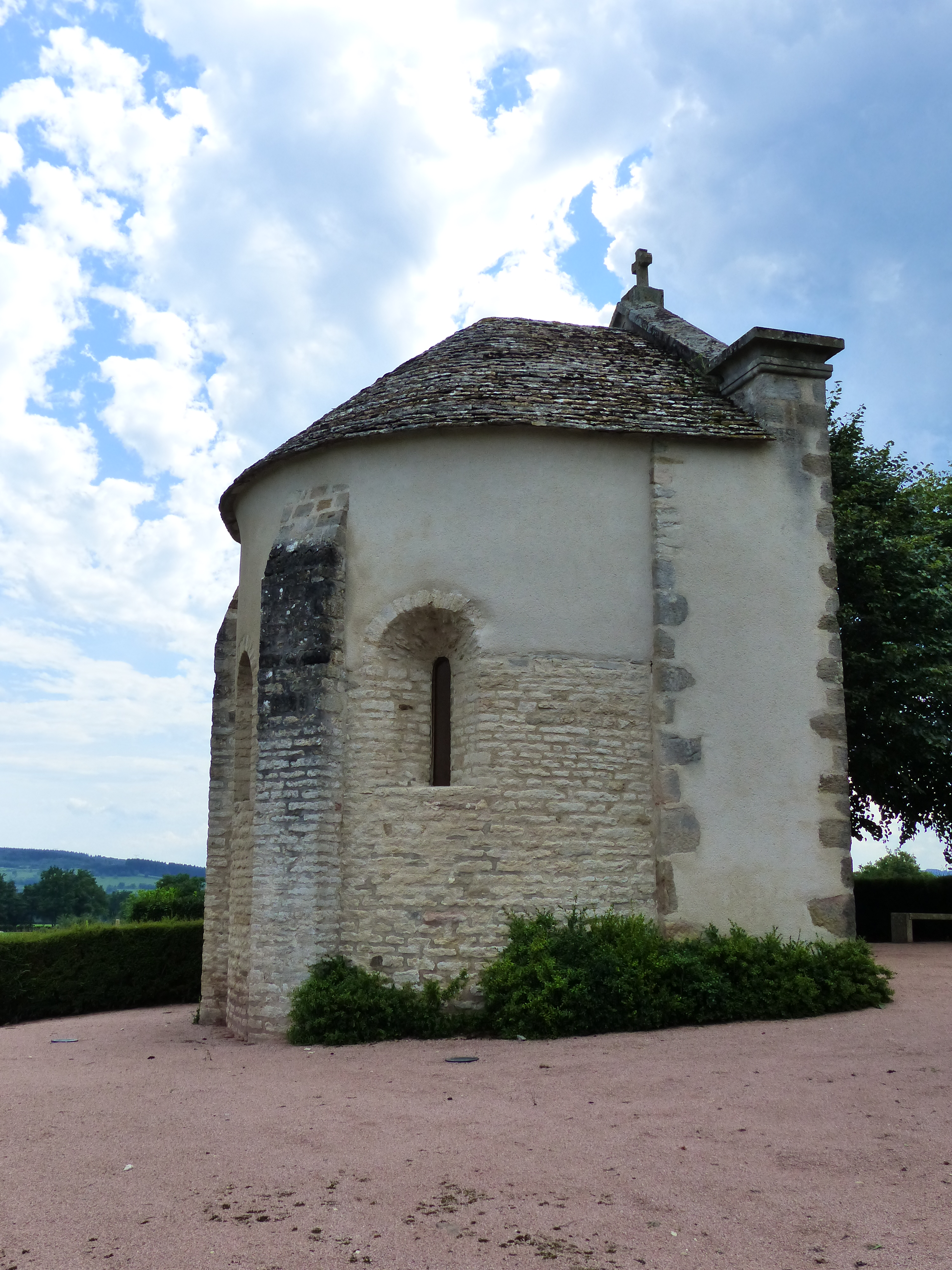
Kirche Saint-Martin

- Ziegeleien von Bissy und La Bellevelle, jeweils aus dem 19. Jahrhundert und Monument historique